# Melant de Sició
Melant o Melanti (Melanthus o Melanthius, Mélanthos o Melánthios Μελάνθιος o Μέλανθος) fou un destacat pintor grec de l'escola de Sició, contemporani d'Apel·les de Colofó (vers 332 aC) amb el que va estudiar amb Pàmfil de mestre. Fou un dels millors pintors coloristes grecs, i Plini el Vell el situa entre els quatre més grans per les seves obres immortals amb només quatre colors.
Només es coneix la seva pintura del tirà Aristrat de Sició conduint el seu carro. Va escriure sobre pintura l'obra περὶ ζωγραφικῆς).